# Exochomus aethiops
Exochomus aethiops – gatunek chrząszcza z rodziny biedronkowatych i podrodziny Coccinellinae. Występuje w Stanach Zjednoczonych i południowej Kanadzie.

## Taksonomia
Gatunek ten opisany został po raz pierwszy w 1864 roku przez Jamesa H.B. Blanda na łamach „Proceedings of the Entomological Society of Philadelphia” pod nazwą Coccinella aethiops. Jako miejsce typowe wskazano Góry Skaliste na Terytorium Kolorado. Do rodzaju Exochomus przeniesiony został w 1873 roku przez George’a Roberta Crotcha. W 1908 roku przez Thomasa Lincolna Caseya opisany został z Marysvale Exochomus mormonicus, którego później zsynonimizowano z omawianym gatunkiem.

## Morfologia
Chrząszcz o okrągławym, bardzo mocno wysklepionym ciele długości od 3 do 4,2 mm i szerokości od 2,5 do 3,5 mm. Ubarwienie ma czarne z żółtawobrązowymi narządami gębowymi i czułkami. Wierzch ciała jest nagi, gładki, błyszczący, niemal niewidocznie punktowany. Czułki buduje dziesięć członów, z których trzy ostatnie formują buławkę. Przedplecze ma lekko odgięte brzegi boczne i delikatnie obrzeżoną krawędź nasadową. Pokrywy mają brzegi boczne silnie rozszerzone, znacznie mocniej niż u podobnego E. townsendi. Podgięcia pokryw umiarkowanie opadają dozewnętrznie, będąc ukośnie nachylonymi. Odnóża mają tęgie uda, smukłe golenie i prawie kwadratowy ząbek u podstawy pazurków. Samiec ma sześć widocznych sternitów odwłoka (wentrytów) i niesymetryczny płat nasadowy genitaliów. Samica ma pięć widocznych wentrytów, długi przewód nasienny i zaopatrzone w infundibulum genitalia.

## Rozprzestrzenienie
Owad nearktyczny, rozmieszczony od południowej Alberty w Kanadzie przez Montanę, południowo-wschodni Oregon, Idaho, Wyoming, zachodnie części Dakoty Południowej i Nebraski, Nevadę, Utah i Kolorado po południową Kalifornię, północną Arizonę i północno-zachodni Nowy Meksyk w Stanach Zjednoczonych.